# Mistrzostwa WAFF U-23 w piłce nożnej mężczyzn
Mistrzostwa WAFF U-23 w piłce nożnej mężczyzn – międzynarodowy turniej piłkarski organizowany przez Federację Azji Zachodniej (WAFF) dla zawodników poniżej 23 roku życia.
Pierwsza edycja turnieju odbyła się w 2015 roku w Katarze. Najwięcej medalów (złoty i srebrny) zdobyła reprezentacja Arabii Saudyjskiej.

## Dotychczasowe finały
| Edycja         | Gospodarz        |                       | Mistrz                | Wynik                 | II miejsce                               |                                             | III miejsce                                 | Wynik                                       | IV miejsce |
| -------------- | ---------------- | --------------------- | --------------------- | --------------------- | ---------------------------------------- | ------------------------------------------- | ------------------------------------------- | ------------------------------------------- | ---------- |
| 2015 Szczegóły | Katar            | Iran U-23             | 2:0                   | Syria U-23            | Katar U-23                               | 3:0                                         | Jemen U-23                                  |                                             |            |
| 2021 Szczegóły | Arabia Saudyjska | Jordania U-23         | 3:1                   | Arabia Saudyjska U-23 | nie rozgrywano ( Syria U-23 i Irak U-23) | nie rozgrywano ( Syria U-23 i Irak U-23)    | nie rozgrywano ( Syria U-23 i Irak U-23)    |                                             |            |
| 2022 Szczegóły | Arabia Saudyjska | Arabia Saudyjska U-23 | 3:1                   | Katar U-23            | Syria U-23                               | 1:0                                         | Oman U-23                                   |                                             |            |
| 2023 Szczegóły | Irak             |                       | Irak U-23             | 1:1 (k.5:4)           | Iran U-23                                | nie rozgrywano ( Jordania U-23 i Oman U-23) | nie rozgrywano ( Jordania U-23 i Oman U-23) | nie rozgrywano ( Jordania U-23 i Oman U-23) |            |
| 2024 Szczegóły | Arabia Saudyjska |                       | Korea Południowa U-23 | 2:2 (k.4:3)           | Australia U-23                           |                                             | Arabia Saudyjska U-23                       | 2:2 (k.4:2)                                 | Egipt U-23 |

## Klasyfikacja medalowa
| Kraj                  | Triumfator | Finalista | 3. miejsce | 4. miejsce | Półfinał |
| --------------------- | ---------- | --------- | ---------- | ---------- | -------- |
| Arabia Saudyjska U-23 | 1 (2022)   | 1 (2021)  | 1 (2024)   | -          | -        |
| Iran U-23             | 1 (2015)   | 1 (2023)  | -          | -          | -        |
| Jordania U-23         | 1 (2021)   | -         | -          | -          | 1 (2023) |
| Irak U-23             | 1 (2023)   | -         | -          | -          | 1 (2021) |
| Korea Południowa U-23 | 1 (2024)   | -         | -          | -          | -        |
| Syria U-23            | -          | 1 (2015)  | 1 (2022)   | -          | 1 (2021) |
| Katar U-23            | -          | 1 (2022)  | 1 (2015)   | -          | -        |
| Australia U-23        | -          | 1 (2024)  | -          | -          | -        |
| Oman U-23             | -          | -         | -          | 1 (2022)   | 1 (2023) |
| Jemen U-23            | -          | -         | -          | 1 (2015)   | -        |
| Egipt U-23            | -          | -         | -          | 1 (2024)   | -        |